# Ió haloni
Un ió haloni és qualsevol ió oni que conté un àtom d'halogen amb càrrega positiva. Aquest catió té l'estructura general R−+X−R′ on X és qualsevol halogen i no hi ha restriccions a R, aquesta estructura pot ser cíclica o una estructura molecular de cadena oberta. Els ions haloni formats a partir de fluor, clor, brom i iode s'anomenen fluoroni, cloroni, bromoni i iodoni, respectivament. La varietat cíclica de 3 membres que es proposa habitualment com a intermedis en l'halogenació electròfila es pot anomenar ions halirani, utilitzant el sistema de nomenclatura Hantzsch-Widman.

## Estructura
Els ions haloni més simples són d'estructura H–X+–H (X = F, Cl, Br, I). Molts ions haloni tenen una estructura cíclica de tres àtoms, similar a la d'un epòxid, resultant de l'addició formal d'un ió halogeni X+ a un doble enllaç C=C, com quan s'afegeix un halogen a un alquè. També està ben estudiada la formació d'ions haloni de 5 membres (per exemple, ions de clorolani, bromolani) mitjançant la participació del grup veí que també està ben estudiat.
Els ions diariliodoni ([Ar2I]+X-) són generalment sals estables i aïllables que presenten una geometria en forma de T amb els grups aril a ~ 90 graus de distància.
La tendència a formar ions pont d'haloni és de l'ordre I > Br > Cl > F. Mentre que el iode i el brom formen fàcilment ions iodoni i bromoni pontats, els ions fluoroni només s'han caracteritzat recentment en sistemes dissenyats que obliguen a trobar-se a prop del parell solitari de fluor. i un centre carbocatiònic. A la pràctica, estructuralment, hi ha un continu entre un haloni pont simètricament, un haloni asimètric amb un enllaç llarg i feble amb un dels centres de carboni, i un veritable β-halocarbocatió sense caràcter d'haloni. L'estructura d'equilibri depèn de la capacitat dels àtoms de carboni i de l'halogen per acomodar càrrega positiva. Així, un ió bromoni que uneix un carboni primari i terciari sovint mostrarà una estructura esbiaixada, amb un enllaç feble al centre terciari (amb un caràcter carbocatònic significatiu) i un enllaç més fort amb el carboni primari. Això es deu a l'augment de l'estabilitat dels carbonis terciaris per estabilitzar la càrrega positiva. En el cas més extrem, si el centre terciari és doblement bencílic, per exemple, es pot afavorir la forma oberta. De la mateixa manera, canviar de brom a clor també debilita el caràcter de pont, a causa de la major electronegativitat del clor i la menor propensió a compartir la densitat electrònica en comparació amb el brom.

## Reactivitat
Aquests ions solen ser només intermedis de reacció de curta durada; són molt reactius, a causa de l'alta tensió anular a l'anell de tres membres i la càrrega positiva de l'halogen; aquesta càrrega positiva els fa grans electròfils. En gairebé tots els casos, l'ió haloni és atacat per un nucleòfil en molt poc temps. Fins i tot un nucleòfil feble, com l'aigua, atacarà l'ió haloni; així és com es poden fer les halohidrines.
De vegades, un àtom d'haloni es reordenarà en un carbocatió. Això sol passar només quan aquest carbocatió és un carbocatió al·lílic o bencílic.

## Història
Els ions haloni van ser postulats per primera vegada l'any 1937 per Roberts i Kimball per tenir en compte la antidiastereoselectivitat observada en les reaccions d'addició d'halogens als alquens. Van argumentar correctament que si la reacció intermèdia inicial en la bromació és l'espècie X–C–C+ de cadena oberta, la rotació al voltant de l'enllaç simple C–C seria possible donant lloc a una barreja de quantitats iguals de dihalogen syn isòmer i anti isòmer, que no és el cas. També van afirmar que un àtom d'halogen carregat positivament és isoelectrònic amb oxigen i que el carboni i el brom tenen potencials d'ionització comparables. Per a certs alquens substituïts amb aril, l'antiestereoespecificitat es redueix o es perd, com a resultat del caràcter d'haloni debilitat o absent en l'intermedi catiònic.
El 1970 George A. Olah va aconseguir preparar i aïllar sals d'haloni afegint un halogenur de metil com el bromur de metil o clorur de metil en diòxid de sofre a -78 °C a un complex de pentafluorur d'antimoni i tetrafluorometà en diòxid de sofre. Després de l'evaporació del diòxid de sofre, aquest procediment va deixar cristalls de [H3C–X+–CH3][SbF6]-, estable a temperatura ambient però no a la humitat. Recentment, es va caracteritzar un ió fluoroni en fase de solució (dissolt en diòxid de sofre o fluorur de clorur de sulfuril) a baixa temperatura.
Els ions de cloroni cíclic i acíclic, bromoni i iodoni s'han caracteritzat estructuralment per cristal·lografia de raigs X, com el catió bromoni derivat del bi (adamantilidè). Els compostos que contenen ions haloni trivalents o tetravalents no existeixen, però per a alguns compostos hipotètics s'ha provat computacionalment l'estabilitat.
Els composts que contenen ions halonis trivalents o tetravalents no existeixen, però per certs composts hipotètics s'han provat computacionalment estables.